# Sprich aus der Ferne
Sprich aus der Ferne ist ein Gedicht von Clemens Brentano, das er 1801 verfasste. Es zählt zu den bekanntesten Werken der Heidelberger Romantik. 
Das Gedicht stammt aus der Epoche der Romantik und behandelt das Motiv der Natur. Als Nebenmotiv ist die Religion und die Nacht vorhanden. In dem Gedicht geht es um die Erfüllung nach einer Begegnung mit einer anderen Welt. Diese Begegnung erfährt das lyrische Ich mit allen Sinnen. 
Das Gedicht besteht aus neun Strophen mit jeweils vier Versen. „Sprich aus der Ferne“ hat einen liedhaften Charakter und besteht aus abwechselnd refrainartigen, kurz- und langzeiligen Strophen.